# 悩み多き者よ
『悩み多き者よ』（なやみおおきものよ）は、斉藤哲夫がURCから1970年2月5日に出したデビューシングル。

## 解説
ビートルズが好きで曲作りを始めるも、バンドサウンド的な曲作りはうまくいかず、その後出会ったフォークソングならできるんじゃないかと、ボブ・ディランの「時代は変わる」に出会ったことで、高校生のときに「悩み多き者よ」ができあがる。
当時スターだった高石友也の高石事務所が主催するアマチュアが出演できるステージに出る中で渡辺勝と出会い、立教大学の音楽サークル「オーパス」（岡田徹、白井良明、武川雅寛が在籍）とも知り合う。斉藤が渡辺に「8分の6拍子でピアノを付けてくれる?」と頼んだところ、カンツォーネ風に弾き出したあたりで、「悩み多き者よ」の形が作られていく。「オーパス」から派生した音楽サークル「ルネッサンス」がライブをやるので、そこで「悩み多き者よ」を歌っていたところで早川義夫に出会い、URCからデビューすることになった。
レコーディングでは、早川義夫のダメ出しをくらい、この「悩み多き者よ」をテイク20回以上歌わされたという。

## エピソード
できてすぐのレコードを、大学生になったばかりの斉藤は卒業した明治学院高校に持ち込んだところ、先生がチャペルで行われた朝礼でかけてくれ、当時在校生だったアルフィーのメンバーも聴いたという。

## 収録曲
全作詞・作曲：斉藤哲夫

### SIDE A
1. 悩み多き者よ  –  (5:09)

### SIDE B
1. とんでもない世の中だ  –  (5:12)

## レコーディング・メンバー

### ミュージシャン
- 唄、12弦ギター：斉藤哲夫
- ピアノ：渡辺勝、斉藤広一
- タンバリン：斉藤広一
- コーラス：友人たち

### スタッフ
- 制作：つげ春花
- 美術：藤尾秀人
- 技術：桑元邦彦

## カバー

### 悩み多き者よ
- オフ・コース  –  『秋ゆく街で ⁄ オフ・コース・ライヴ・イン・コンサート』（1974年12月20日）
  - 1974年10月26日中野サンプラザで行われたリサイタル“秋ゆく街で”を収録した、ライブ・アルバム。「傘がない」（井上陽水）とのメドレーで演奏。